# The Sagebrusher
The Sagebrusher è un film muto del 1920 diretto da Edward Sloman. La sceneggiatura di William H. Clifford si basa sul romanzo  di Emerson Hough. Il film, prodotto dalla Great Authors Pictures, fu interpretato da Roy Stewart, Marguerite De La Motte, Noah Beery, Betty Brice.

## Produzione
Il film fu prodotto dalla Great Authors Pictures. Venne girato in California al Big Bear Lake, nella Big Bear Valley, San Bernardino National Forest e nel Santa Ana Canyon.

## Distribuzione
Distribuito dalla W.W. Hodkinson e Pathé Exchange, il film - presentato da Benjamin B. Hampton - uscì nelle sale cinematografiche statunitensi nel gennaio 1920.